# 21-es busz (Budapest)
A budapesti 21-es jelzésű autóbusz a Széll Kálmán tér és Normafa, látogatóközpont között közlekedik, míg betétjárata 21A jelzéssel a Svábhegyig jár. A viszonylatot a Budapesti Közlekedési Zrt. üzemelteti.

## Története
A járat elődje 1953. november 7-én indult 21-es jelzéssel a Moszkva tér (ma Széll Kálmán tér) és a Mártonhegyi út között. 1956. május 12-én meghosszabbították a Lékai János térig (ma Apor Vilmos tér). 1957. szeptember 1-jétől a Fodor utca és Mártonhegy helyett az Istenhegyi úton a Szabadság-hegyi fogaskerekű megállóhelyig közlekedett a MÁVAUT 217-es járata helyett.
1955-ben „J” jelzésű járat is közlekedett a Szabadság-hegy és a János-hegyi kilátó között. Ez a járat 1956-tól 1961-ig „N” és 21B jelzéssel is járt. 1959 és 1960 nyarán „K” jelzésű idényjárat közlekedett a Nemzeti Színháztól a Lánchídon keresztül a János-hegyre. 1960. augusztus 1-jén a „K” jelzésű busz a 121-es jelzést kapta.
1957. december 30-án a 21A buszt felváltotta a 90-es, a 21B buszt pedig a 90Y jelzésű busz, az útvonaluk változatlan maradt. 1965. október 10-étől a 121-es járat a Madách tértől indult a János-hegyre. 1966. június 1-jén a 121-es gyorsjárat jelzése „J”-re változott, 1973. február 18-ától pedig csak a Moszkva tértől járt.
1977 első napján a 90Y járat jelzése „D”, a „J” járat jelzése J-re változott. 1983. március 1-jén 21-es jelzéssel új gyorsjárat indult a Moszkva tér és a Szabadság-hegy között. 1985. február 1-jén a „D” járat ismét új, ezúttal a 190-es jelzést kapta.
1988. július 1-jétől a 21-es buszok útvonalát a Normafáig hosszabbították, ezzel együtt a 21-es a Nógrádi utcáig rövidült, a 90-es járat pedig a Normafa és Csillebérc között járt. 1988. szeptember 5-étől újra a Fogaskerekűig járt a 21-es busz. Ekkor épült ki Normafán a 2021-ig használt régi buszforduló.
1996. március 21-én helyezték vissza a 21-es végállomását a Svábhegyre, a Fogaskerekű vasút megállójához, a 21-est ugyanekkor a Normafáig hosszabbították.
2004. szeptember 1-jétől a 90-es autóbuszok útvonalát meghosszabbították a Moszkva térig, így a 21-es és a 90-es buszok azonos útvonalon közlekedtek a Moszkva tér és a Normafa között.
A 2008-as paraméterkönyv bevezetésével a 90-es busz változatlanul a Moszkva tér és Csillebérc között járt. A 21-es busz 90A jelzéssel, a 21-es 190-es jelzéssel közlekedett tovább, változatlan útvonalon. 2009-ben, az új paraméterkönyv bevezetésével, 2009. augusztus 22-étől a 90 és 90A járatok a Királyhágó teret nem érintették, mert az Orbánhegyi út helyett az Istenhegyi úton közlekedtek a Böszörményi út és a Szent Orbán tér között. Ezzel együtt a 190-es busz megszűnt, a Királyhágó tér felől pedig meghosszabbított útvonalon közlekedő 212-es busszal lehet feljutni Svábhegyig.
A járat számozása 2011. május 1-jén újra 21-esre változott.
2016. március 26-a és április 1-je között a vonalon közlekedett egy Credo Econell City tesztbusz is.
Az 1972-ben átadott, majd 2002-ben bezárt egykori Hotel Olimpia épületét 2018-ban bontották le. A helyén 2019-ben felépült a Normafa park és a játszótér az Eötvös Loránd parkban, amit 2020 májusában adtak át. A 21-es 2020. október 10-étől az Eötvös út és a Konkoly-Thege Miklós út között a parkot elkerülő Detre László utcán át, a Gyermekvasút mellett halad tovább Csillebérc felé, emiatt egyik irányban sem érintette a régi Normafa megállót. A Távcső utcánál új buszforduló épült a 21A és a 212-es buszok számára, amelyet a két járat 2021. szeptember 4-én vett használatba. (Helyhiány miatt az új műszaki tárolóhely lejjebb, a Csillabérc, Gyermekvasút nevű megállónál épült.) A 21-es ettől kezdve megáll az itt kialakított Normafa, látogatóközpont megállóhelyen is.
2022. augusztus 6-án Normafa térségének közösségi közlekedésének átalakítása kapcsán útvonala Normafáig rövidült, a kieső csillebérci szakaszon a 221-es viszonylat közlekedik, részint Telebusz-rendszerben.
2021. november 20-ától hétvégente és ünnepnapokon, valamint 2024. február 5-étől este 20 óra után az autóbuszokra kizárólag az első ajtón lehet felszállni, ahol a járművezető ellenőrzi az utazási jogosultságot.

## Útvonala
| Normafa, látogatóközpont felé |
| Széll Kálmán tér M vá. – Várfok utca – Széll Kálmán tér – Krisztina körút – Magyar jakobinusok tere – Alkotás utca – Nagyenyed utca – Istenhegyi út – Költő utca – Diana utca – Eötvös út – Normafa, látogatóközpont vá.             |
| Széll Kálmán tér felé |
| Normafa, látogatóközpont vá. – Eötvös út – Hollós út – Mátyás király út – Költő utca – Istenhegyi út – Nagyenyed utca – Alkotás utca – Magyar jakobinusok tere – Krisztina körút – Vérmező út – Várfok utca – Széll Kálmán tér M vá. |

## Megállóhelyei
Az átszállás kapcsolatok között az azonos útvonalon közlekedő 21A és 221-es jelzésű járatok nincsenek feltüntetve.
| 0  | Széll Kálmán tér M végállomás       | 17 | 5, 16, 16A, 22, 22A, 39, 91, 102, 116, 128, 129, 139, 140, 140A, 149, 155, 156, 222 4, 6, 17, 56, 56A, 59, 59A, 59B, 61 781, 782, 783, 784, 785, 786, 787, 789, 791, 793, 794, 795 | Autóbusz-állomás, Metróállomás, Volánbusz-állomás, Mammut bevásárlóközpont |
| 2  | Déli pályaudvar M                   | 14 | 17, 56, 56A, 59, 59A, 59B, 61 39, 102, 139, 140, 140A 770 S10 S12 S30 G30 Z30 S34 S35 S40 Z40 S42 Z42 IC, sebesvonat, gyorsvonat, expresszvonat,                                   | Metróállomás, Déli pályaudvar                                              |
| 4  | Kék Golyó utca                      | 12 | 39, 102 59, 59A, 59B |                                                                            |
| 5  | Székács utca                        | 11 | |                                                                            |
| 6  | Szent Orbán tér                     | 10 | 102, 112, 210, 210B, 212, 212A, 212B |                                                                            |
| 8  | Pethényi út                         | 9  | 210, 210B, 212, 212A, 212B |                                                                            |
| 9  | Nógrádi utca                        | 8  | 210, 210B, 212, 212A, 212B |                                                                            |
| 10 | Óra út                              | 7  | 210, 210B, 212, 212A, 212B |                                                                            |
| 11 | Istenhegyi lejtő                    | 6  | 210, 210B, 212, 212A, 212B |                                                                            |
| 12 | Adonis utca                         | 5  | 210, 210B, 212, 212A, 212B 60 | Fogaskerekű-állomás                                                        |
| 13 | Városkút                            | 4  | 210, 210B, 212, 212A, 212B 60 | Fogaskerekű-állomás                                                        |
| 14 | Svábhegy                            | 3  | 210, 210B, 212, 212A, 212B 60 | Fogaskerekű-állomás, Vendéglő                                              |
| 15 | Ordas út                            | 2  | 210B, 212, 212B |                                                                            |
| 16 | Őzike köz                           | 1  | 210B, 212, 212B |                                                                            |
| 17 | Fülemile út                         | 1  | 210B, 212, 212B |                                                                            |
| 18 | Normafa, Gyermekvasút               | 0  | Gyermekvasút 210B, 212, 212B | Gyermekvasút-állomás                                                       |
| 19 | Normafa, látogatóközpont végállomás | 0  | 210B, 212, 212B |                                                                            |